# Жиеналиев, Уткельбай
Уткельбай Жиеналиев (каз. Өткелбай Жиенәлиев; 1904 год — август 1963 год) — заведующий коневодством колхоза «Жана-Шаруа» Баксайского района Гурьевской области, Казахская ССР. Герой Социалистического Труда (1948).

## Биография
Уткельбай Жиеналиев родился в 1904 году в селе Алга Баксайского района Гурьевской области Казахстана. Казах по национальности. Происходит из подрода кунанорыс рода адай племени байулы.
Свою трудовую деятельность начал в 1928 году, став табунщиком колхоза «Жана-Шаруа» в Баксайском районе. С 1943 года возглавлял коневодческую ферму, полностью взяв на себя ответственность за рост и сохранность конского поголовья.  
Под руководством Уткельбая Жиеналиева колхоз «Жана-Шаруа» достиг выдающихся успехов:  
- В годы Великой Отечественной войны значительное количество выращенных лошадей было передано Красной Армии.
- В 1947 году от 118 кобыл при табунном содержании было выращено 116 жеребят, а в 1948 году от 143 конематок сохранено 142 жеребёнка.
- В 1951 году на ферме насчитывалось 662 лошади, включая 185 конематок, от которых было получено 185 жеребят.
- В 1952 году при табунном содержании все 482 лошади, включая молодняк, были сохранены полностью, а от 185 кобыл получен приплод в 185 жеребят.

Благодаря Уткельбаю Жиеналиеву конское поголовье колхоза увеличивалось ежегодно. В 1963 году численность лошадей на ферме достигла 921 головы.  
Особое внимание он уделял улучшению племенных качеств лошадей и эффективному использованию пастбищ. Лошади, выращенные им, отличались выносливостью, высокой работоспособностью и долгими переходами.  
До последнего дня своей жизни Уткельбай Жиеналиев добивался высоких показателей в увеличении поголовья лошадей. Его многолетний опыт был передан молодым коневодам, что способствовало дальнейшему развитию табунного коневодства в регионе. Его имя стало символом преданности своему делу, трудолюбия и мастерства в животноводстве.

## Общественная работа
Уткельбай Жиеналиев принимал участие и в общественной жизни района. В 1950 году был избран депутатом Баксайского районного Совета депутатов трудящихся

## Награды
В 1946 году он был награжден медалью «За доблестный труд в Великой Отечественной войне 1941-1945 гг.».
Указом Президиума Верховного Совета СССР от 23 июля 1948 года «за получение высокой продуктивности животноводства в 1947 году при выполнении колхозом обязательных поставок сельскохозяйственных продуктов и плана развития животноводства» удостоен звания Героя Социалистического Труда с вручением Ордена Ленина и золотой медали Серп и Молот.

## Память
Улице в селе Алга Махамбетского района присвоено имя «Өткелбай Жиеналиев».